# Darksiders
Darksiders, originalmente Darksiders: Wrath of War, es un videojuego de acción desarrollado por Vigil Games y producido por THQ para PlayStation 3, Xbox 360 y Microsoft Windows, planeado en un principio el lanzamiento para febrero del 2009. Pero por una serie de problemas, lo retrasaron para enero del 2010. Fue presentado en el E3 de 2007, en la ciudad de Los Ángeles.
Una versión mejorada llamada Darksiders Warmastered Edition fue lanzada más tarde en 2016 para Xbox One, PS4, PC y WII U. 
En el diseño y elaboración del juego colabora el dibujante de cómics Joe Madureira (X-men, Battle Chasers o The Ultimates). En el juego encarnamos a Guerra (War) uno de los cuatro jinetes del apocalipsis en un mundo postapocalíptico.
En agosto de 2012 salió una secuela paralela en la que encarnamos a uno de los hermanos de Guerra, Muerte, que viene a defender a su hermano ante el consejo. Más tarde de igual manera salió una versión mejorada para esta secuela para PlayStation 4, Xbox One, PC y Wii U.

## Argumento
Desde el inicio, ha habido una lucha entre las fuerzas del Cielo y las del Infierno. Como moderadores, surgió el Consejo abrasado. Cuando las reglas no se cumplían, los cuatro Jinetes del Apocalipsis eran invocados para castigar a quienes no las cumplían. En medio de esa guerra, aparecieron los primeros hombres, y así se inició un nuevo reino, el de los humanos. El Cielo y el Infierno hicieron una tregua y se crearon 7 sellos, los cuales se romperían el día en que la humanidad pudiera afrontar la guerra.
Guerra es convocado, pero es castigado por el Consejo, ya que dice que no se habían roto los sellos y que ayudó al Infierno a ganar la guerra, arrebatándole todos sus poderes. Su único propósito es volver a la Tierra y buscar al culpable de esta encerrona.

## Sistema de juego
El juego mezcla combates encarnizados con momentos centrados en plataformas y puzles, como se ha visto en Zelda, God of War y Soul Reaver. En combate, manejaremos una gran espada, y podremos realizar una serie de combos. Podrá realizar golpes rápidos pero débiles, otros golpes lentos pero potentes o agarrar al enemigo. Habrá un gran número de combos. El juego combina motores gráficos poderosos, y la jugabilidad de los dos juegos antes mencionados.
La salud y energía (que se gasta para realizar habilidades especiales) se recupera gracias a cofres que contienen almas. Avanzando en el juego conseguiremos nuevas armas, como una shuriken y una pistola que permiten atacar enemigos a distancia; nuevas habilidades y aumentar el número de combos. Además, Guerra podrá planear con sus alas. En el mundo exterior, podemos montar sobre su corcel, Ruina, y viajar más rápido.En los jefes finales o especiales habrá un toque táctico para poderlos derrotar.

## Personajes

### Los Antiguos
- Guerra: Es el protagonista de Darksiders. Es uno de los cuatro jinetes del apocalipsis que ha sido convocado a la Tierra en respuesta a la batalla final entre el Cielo y el Infierno. Después de una épica batalla donde el Infierno sale vencedor, Guerra es acusado de adelantar el Armagedón y es despojado de sus poderes. Como penitencia por su delito, deberá limpiar su nombre y buscar a los verdaderos culpables. Guerra blande una espada llamada la Devoracaos, una enorme guadaña y un puño de acero, durante el juego se consiguen más armas, aunque de menor potencia, un shuriken, una pistola y un cuerno que impulsa enemigos.

- Ruina: Es el corcel de Guerra y lo acompaña en las batallas durante gran parte del juego. Ruina era un caballo normal que fue corrompido por el odio, originado en el Inframundo donde lo maltrataron. Guerra puede montar a Ruina por el mundo abierto de Darksiders, pero no está disponible al inicio del juego.

- Muerte: Uno de los jinetes del apocalipsis. Empuña una guadaña llamada "La Cosechadora", viste con un manto negro y presenta un físico deformadamente musculoso a la par que cadavérico. Protagoniza la secuela del juego, Darksiders II. La secuela aporta una gigantesca variedad de opciones en armas, habilidades, personalización de Muerte y también se ha ampliado la extensión de los mapeados. Salió al mercado en agosto de 2012. En el juego, está acompañado por Desesperación, su caballo, y Polvo, un cuervo.
- Desesperación: Es el corcel de Muerte y lo acompaña en las batallas durante gran parte del juego. Desesperación era un caballo normal que fue corrompido por el odio, originado en el Inframundo donde lo maltrataron. Muerte puede montar a Desesperación por el mundo abierto de Darksiders II, disponible al inicio del juego. Según la leyenda, en el cómic DARKSIDERS II Muerte fue el primero de Los Cuatro en domar a su corcel y no estaba siendo maltratado, sino que formaba parte de una raza especial de corceles.

- Disputa: Realmente es El Jinete de la Peste de los jinetes tradicionales, maneja dos grandes pistolas y dos dagas. Se desconoce su paradero.

- Furia: Uno de los jinetes del apocalipsis. Representa a Hambre de los jinetes tradicionales, es el único jinete femenino, maneja un látigo de fuego. Se desconoce su paradero. Protagonizara la tercera secuela del juego, Darksiders III.

- Ulthane: Es un "arcano", como Guerra o El Concilio, mucho más antiguo que el Cielo y el Infierno. Es un gran artesano de armas y armaduras legendarias.

### Cielo
- Abaddon: Fue el líder de la fuerza del Cielo cuando el apocalipsis comenzó, pero fue asesinado. Desde entonces los arcángeles que sobrevivieron vagan por la tierra desolada clamando venganza por su antiguo líder debido a que las puertas del cielo fueron cerradas hasta que el Destructor fuera derrotado.

- Uriel: Es el arcángel que recogió las riendas de las fuerzas del Cielo tras la muerte de Abaddon.

- Azrael: Es el Arcángel de la Muerte, y un buen ayudante en la parte final del juego.

### El Consejo Abrasado
Es un grupo mediadores entre el Cielo y el Infierno que atribuyen a Guerra el rápido inicio del Apocalipsis y la destrucción final de la Tierra. Ellos son quien arrebatan los poderes a Guerra y lo envían a la Tierra.
- El Observador: Es el guía de Guerra. El Consejo no confía en Guerra y por ello le encarga a El Observador que lo siga. Dirige a Guerra a cumplir varias tareas que deben lograrse para poder avanzar en el juego.

### Infierno
- El Destructor: Es quien está a cargo de la invasión demoníaca de la Tierra y señor de los demonios en la Tierra (ya que en Darksiders II aparece Lucifer como señor de los demonios en el Infierno). Es el principal antagonista de la historia. A lo largo del juego se le menciona o se muestra su silueta, pero cuando Guerra llega al Edén, se muestra su apariencia y secretos de este y el Apocalipsis, además de como matarlo. Cuando lucha contra Guerra, toma la apariencia de un dragón rojo, pero después se convierte en un arcángel caído, revelando su identidad verdadera. Es el sexto y último jefe del juego.

- Vulgrim: Un intrigante demonio sin escrúpulos que proporciona a Guerra varias mejoras durante el juego, a cambio de almas que ha recogido Guerra en las batallas, volverà a hacer de mercader en algunas de las zonas de la secuela, Darksiders II.
- Samael: Es el más poderoso de la historia. Sin embargo, rechazó las normas del Infierno del Destructor y por ello está prisionero, además de que se le despojó de sus poderes, por lo que le pide a Guerra de que le consiga los corazones de los elegidos de El Destructor para recuperar sus fuerzas, y a cambio, lo ayudara a vengarse de Straga. En el juego, Guerra tendrá que liberarlo y hacer un pacto con él. Volverá a aparecer en la segunda parte del juego.

- Tiamat: Un gran demonio femenino parecido a un murciélago que caza en el área de la Catedral del Crepúsculo. Es el primer jefe del juego.

- El Carcelero: Un gran demonio monstruoso compuesto por varios cuerpos diferentes.
- La Doliente: Un monstruo femenino que habita la zona del metro, ahora inundadas. Sus "mascotas", los "humildes bichos del Infierno" también han hecho del metro su guarida. Es el segundo jefe del juego.
- Stygian: Un demonio gusano fortalecido por las cenizas de los muertos. Es el tercer jefe del juego.
- Silitha: Un horrible demonio araña que teje su telaraña en un rincón de la ciudad destruida, colecciona historias de los presas que caen en sus nidos. Es el cuarto jefe del juego.

- Straga: Un demonio que fue el causante de la muerte de Abbadon y quien derrotó a Guerra al inicio de la Guerra Final. Es el más poderoso de los elegidos de "El Destructor". Es el quinto jefe del juego.
- Lilith: Demonio que convence a Abaddon para que se convierta en El Destructor, actúa desde las sombras y no llega a verse. Es el sexto y último jefe del juego.

## Armas y habilidades
- Devoracaos: La legendaria espada de Guerra.
- Llamador de la Tierra: En una especie de Trompeta que sirve para despertar a las Puertas del Tormento que bloquean los caminos, ellos ayudarán a Guerra porque son enemigos del Destructor.
- Vuelo de las sombras: Es un par de alas que sirven para planear y llegar a zonas alejadas para un salto simple.
- Hoja cruzada: Equivalente a una shuriken gigante que regresa a las manos de Guerra tras lanzarla.
- Agujeros de Serpiente: Son portales para acceder a las diferentes zonas de los mundos.
- Forma de caos: Es la forma que toma Guerra para explotar todo su poder, es parecido a un demonio en llamas, mientras se tome esta forma no se recibe daño.
- Guantelete sísmico: Es un guante que causa sismos para destruir estructuras.
- Misericordia: Es una pistola con balas sobrenaturales que destrozan a los demonios con un arsenal infinito.
- Cronomante: Es la habilidad de parar el tiempo durante 3 minutos, que se efectúa con la hoja cruzada.
- Ruina: Es el corcel demoníaco de Guerra.
- Cadena abisal: Una cadena que se engancha a los objetivos, puede atraer objetos a Guerra o viceversa.
- Viajero del vacío: Lo más parecido a un creador de portales que permiten a Guerra teletransportarse a zonas difíciles de llegar, hay puntos específicos donde usarlo.
- Máscara de las Sombras: Le permite a Guerra volver a viajar por el Reino de las sombras y ver y usar objetos ocultos a simple vista.
- Espada del Armagedón: La única espada capaz de romper los sellos y de derrotar a El Destructor.
- Segadora: Un arma parecida a la de Muerte, especializada para luchar con varios enemigos.

## Recepción y crítica

### Críticas
Play Magazine puntuó 10 sobre 10. Argumenta que es un juego "realmente hermoso, desde su ambientación hasta la jugabilidad, y los personajes". También encuentra muy bien la mezcla de géneros, "han cogido lo mejor de cada género y lo han hecho suyo".
IGN valoró el juego con un 7.8 sobre 10. Criticaron que "aunque la mecánica está bien, los rompecabezas y las luchas dejan mucho que desear".
GamePro valuó un 3.5 sobre 5, destacando "la mezclas de géneros" y como criticando el "no aportar nada nuevo al catálogo".
Meristation puntuó con un 8.5 sobre 10. Destacan la duración del juego, su variedad y entretenimiento, la jugabilidad, los diseños y la mezcla de géneros. Pero critican algunos errores del sistema.
Hobby consolas puntuó con un 93 sobre 100. Destaca la calidad de la historia, de la ambientación y de los diseños que dan personalidad al juego.
Gamespot puntuó con un 8 sobre 10 argumentando que es un juego con una gran violencia y muy buenos gráficos.

### Ventas
En los Emiratos Árabes Unidos se prohibió la venta del juego por la razón de que contradice las costumbres y tradiciones de la región.